# Marco Heinsohn
Marco Heinsohn (* 26. Dezember 1969 in Hamburg; † 16. Februar 2019) war ein deutscher Fernsehmoderator, Sprecher, Journalist und Mediencoach.

## Werdegang
Heinsohn wuchs in Wedel auf und machte am dortigen Johann-Rist-Gymnasium 1989 sein Abitur. Nach der Ausbildung zum Bankkaufmann bei der Hamburger Sparkasse wagte er 1992 den Sprung in die Medienlandschaft (OK Radio). Nach kurzer Zeit wechselte Heinsohn zu Radio Hamburg, wo er von 1994 bis 1996 ein Volontariat absolvierte. In der Folgezeit arbeitete er dort als Redakteur, Sprecher und Moderator. Beliebt bei den Hörern waren vor allem seine Boris-Becker-Imitationen, die er später auch für Radio ffn und Antenne Bayern einsprach.
Ab 1997 war Heinsohn beim Fernsehen. Nach einem kurzen Intermezzo für ein nationales Reportermagazin präsentierte er für Sat.1 die Regionalnachrichten in der Sendung 17:30 live für Hamburg und Schleswig-Holstein. Ab 1998 war er als Freiberufler tätig. Seitdem moderierte er unter anderem für das Deutsche Sportfernsehen, heute Sport1, (2000/2001: InTeam – Das Fußballbundesligamagazin und Das DSF-Interview), Sat.1 (1998 bis 2001: 17:30 live für Berlin und Brandenburg und vertretungsweise die Nachrichten im Frühstücksfernsehen) sowie Radio ffn (1998 bis 2001 Die Feierabendshow). Von 2001 bis 2010 präsentierte er im Wechsel die Sat.1-Regionalfenster 17:30 Live für Niedersachsen und Bremen und 17:30 live für Hamburg und Schleswig-Holstein; ab Mai 2010 stand er für 17:30 Sat.1 Regional für Niedersachsen und Bremen vor der Kamera.
Marco Heinsohn verstarb Mitte Februar 2019 an den Folgen von Darmkrebs. Er hinterlässt seine Ehefrau und zwei Töchter.

## Weitere Aktivitäten
Seine sportliche Begeisterung lebte Heinsohn als Hallensprecher in der O2 World Hamburg aus, wo er von 2007 bis 2013 die Heimspiele des Handballvereins HSV Hamburg moderierte. Seit 2007 war er als Dozent für die Akademie für Publizistik in Hamburg tätig, an der er Fernsehvolontären die Grundlagen des Moderierens beibrachte.
Freiberuflich war Heinsohn Coach und Trainer mit dem Schwerpunkt „Punkten beim Publikum“. Ab 2013 arbeitete er mit dem Abenteurer und Referenten Joachim Franz aus Wolfsburg zusammen, mit dem er das Seminar „Roll Out Your Life“ anbot.